# Linsleyonides chemsaki
Linsleyonides chemsaki är en skalbaggsart som beskrevs av Skiles 1985. Linsleyonides chemsaki ingår i släktet Linsleyonides och familjen långhorningar. Inga underarter finns listade i Catalogue of Life.